# Alepocephalus agassizii
Alepocephalus agassizii es una especie de pez del género Alepocephalus, familia Alepocephalidae. Fue descrita científicamente por Goode & Bean en 1883.
Se distribuye por el Atlántico Oriental: Islandia y Groenlandia, al oeste de las islas británicas, Marruecos al sur de Mauritania. Atlántico Occidental: estrecho de Davis al sur de Honduras. La longitud estándar (SL) es de 123 centímetros. Habita en fondos de arena y arcilla y su dieta comprende crustáceos, ctenóforos, equinodermos y poliquetos.
Está clasificada como una especie marina inofensiva para el ser humano.